# シモーヌ (映画)
『シモーヌ』（原題: S1m0ne）は、2002年のアメリカ映画。ジャージーフィルム、ニュー・ライン・シネマ製作、アンドリュー・ニコル製作・脚本・監督、アル・パチーノ主演のSF映画。
タイトル（ロゴなどでは全て大文字で「S1M0NE」となる）の1と0はIとOの置き換えであり、コンピュータの二進法を表している。エンドロールもすべて同様に表記してある。
シモーヌ役のレイチェル・ロバーツはスーパーモデルで、監督の妻である。

## ストーリー
ヴィクター・タランスキーはかつてアカデミー賞にノミネートされたほどの映画監督だが、今ではすっかり落ちぶれてしまい、出演者を繋ぎとめることにさえ苦労する有様である。元妻で映画プロデューサーのエレインから妥協を勧められても、そのプライドから受け入れることができない。
主演女優に契約を破棄され、映画の撮影中止が決定的になってしまったある日のこと、ヴィクターはプログラマーのハンクと会う。タランスキー作品のファンである彼は、自分なら理想的な女優を提供できると熱弁する。しかし腫瘍により余命幾ばくもないという彼の様子に気圧されたヴィクターは、ろくに話も聞かず立ち去ってしまった。後日、ハンクの死の報せと共に、彼の遺品が届けられた。"SIMULATION ONE"と名づけられたそれは、バーチャル女優の作成プログラムだった。
9ヵ月後、新人女優の「シモーヌ」を主演にした映画は、ヴィクターの不安をよそに大成功を収めた。素晴らしい美貌と才能を持った女優として世間はシモーヌを高く評価し、マスコミは彼女を追い始めたが、彼女はインタビューを拒否し、映画の宣伝活動にさえ姿を見せなかった。なぜならシモーヌは、さまざまな有名女優からパーツを取って造られたバーチャル女優で、現実には存在しないのだ。ヴィクターが台詞を吹き込まなければ喋ることもできない。
2作目の映画も成功したことで、シモーヌの人気はさらに高まり、映画の共演者やエレンたち関係者も彼女が姿を現すよう望み始めた。偽装工作を行ってその場その場を凌いでいくものの、ついに生中継インタビューに応じることになる。ヴィクター自身が替え玉を演じたこのメディア露出は上手くいき、果てはライブツアーまで成功して、人気はさらに上昇する。世界中からその姿を追われるようになったシモーヌを懸命に庇い続けるヴィクターは、エレンから「あなたはシモーヌに利用されているのではないか」と心配され、娘のレイニーには「昔のパパに戻って欲しい」と言われてしまう。とうとうシモーヌ人気の沈静化を図るが、彼女の人気はもはや歯止めが利かず、映画そのものではなく、シモーヌだけが評価されるようにさえなってしまった。そして、ヴィクターはついにシモーヌに「死」を与えることにする。しかし葬儀の際、その棺に亡骸が入っていないことがバレてしまい、シモーヌ殺害容疑で逮捕されてしまう。

## キャスト
| 役名                                 | 俳優                           | 日本語吹替 |
| ------------------------------------ | ------------------------------ | ---------- |
| ヴィクター・タランスキー             | アル・パチーノ                 | 菅生隆之   |
| シモーヌ                             | レイチェル・ロバーツ           | 日野由利加 |
| エレイン・クリスチャン               | キャサリン・キーナー           | 唐沢潤     |
| レイニー・クリスチャン・タランスキー | エヴァン・レイチェル・ウッド   | 園崎未恵   |
| ハル・シンクレア                     | ジェイ・モーア                 | 伊藤健太郎 |
| マックス・セイヤー                   | プルイット・テイラー・ヴィンス | 沢木郁也   |
| ニコラ・アンダース                   | ウィノナ・ライダー             | 朴璐美     |
| ミルトン                             | ジェイソン・シュワルツマン     | 山野井仁   |
| ウォルター（警備員）                 | バリー・パピック               | 桜井敏治   |
| フランク・ブランド                   | スタンリー・アンダーソン       | 佐々木敏   |
| 刑事チーフ                           | ダニエル・フォン・バーゲン     | 手塚秀彰   |
| バーナード弁護士                     | ショーン・カレン               | 松本大     |
| VBCアナウンサー                      | アレック・マードック           | 伊藤和晃   |
|                                      | クリス・コッポラ               |            |
| ノンクレジット・カメオ出演           |                                |            |
| ハンク・アリーノ                     | イライアス・コティーズ         | 山野井仁   |
| レニー                               | トニー・クライン               |            |

- その他の日本語吹き替え：伊藤栄次／星野充昭／定岡小百合／小池亜希子／斉藤次郎／佐藤晴男／飯島肇／重松朋／蓮池龍三